# Paraglenurus pinnulus
Paraglenurus pinnulus är en insektsart som först beskrevs av Auber 1955.  Paraglenurus pinnulus ingår i släktet Paraglenurus och familjen myrlejonsländor. Inga underarter finns listade i Catalogue of Life.